# Teius oculatus
Teius oculatus là một loài thằn lằn trong họ Teiidae. Loài này được D’Orbigny & Bibron mô tả khoa học đầu tiên năm 1837.

## Hình ảnh

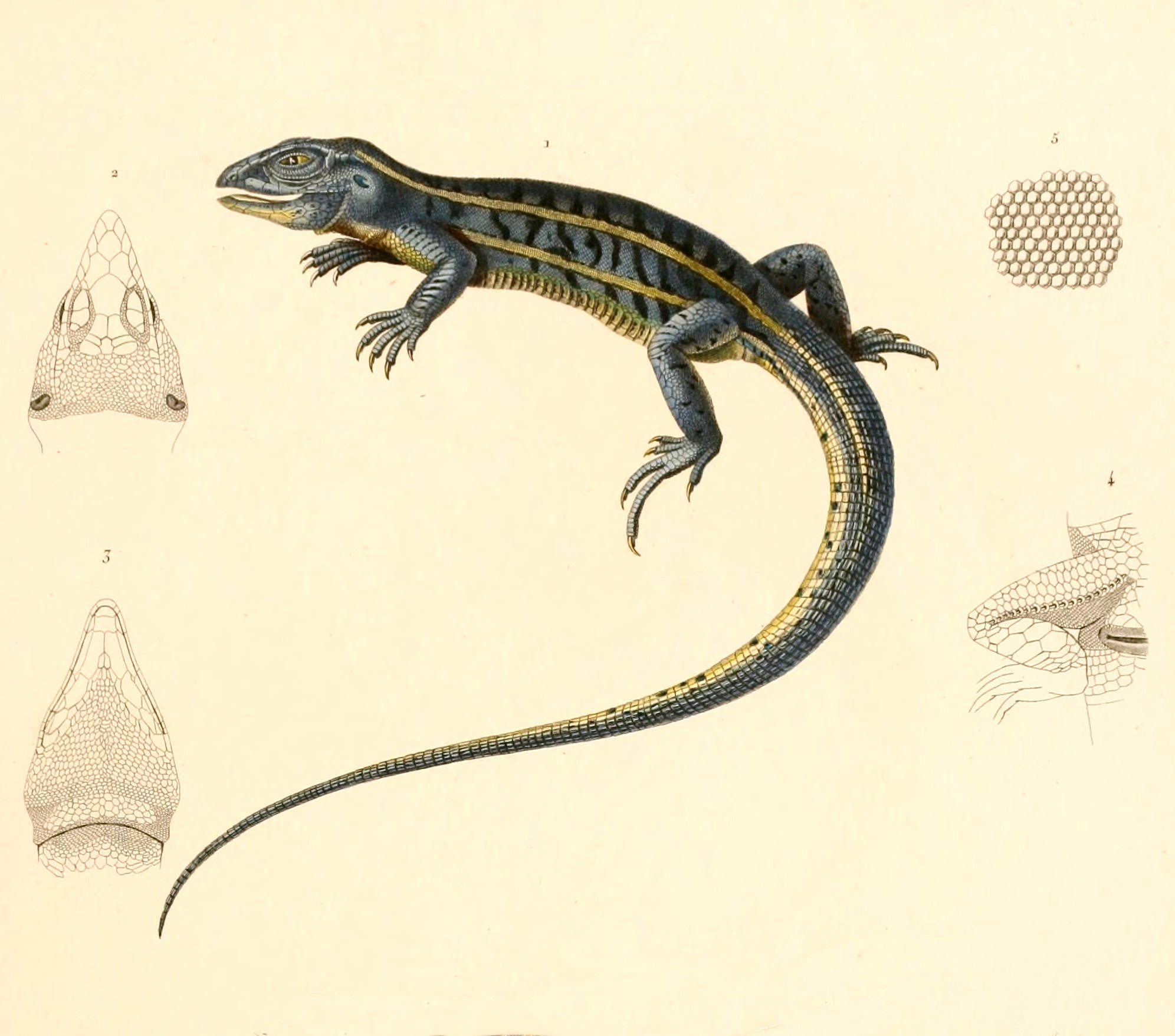